# Concours Eurovision de la chanson 1976
- Pays participants
- Pays ayant participé dans le passé

Stockholm 1975 Londres 1977
Le Concours Eurovision de la chanson 1976 fut la vingt-et-unième édition du concours. Il se déroula le samedi 3 avril 1976, à La Haye, aux Pays-Bas. Il fut remporté par le Royaume-Uni, avec la chanson Save Your Kisses for Me, interprétée par Brotherhood of Man. La France termina deuxième et Monaco, troisième.

## Organisation
Les Pays-Bas, ayant remporté l'édition 1975, se chargèrent de l’organisation de l’édition 1976. 

## Pays participants
Dix-huit pays participèrent au vingt-et-unième concours. 
L'Autriche et la Grèce firent leur retour. La Turquie se retira par mesure de protestation envers la participation de la Grèce. Malte se retira également, pour ne revenir qu'en 1991. 
Une vive polémique éclata en Suède sur la participation du pays à l'Eurovision. Il y eut plusieurs manifestations d'opposition au concours, jugé trop commercial. De plus, la télévision publique suédoise estima n'avoir plus les moyens d'organiser une nouvelle édition, en cas de victoire du pays. La Suède se retira alors. L'UER décida en conséquence de modifier les règles de financement du concours : désormais, chaque télédiffuseur devrait payer une quote-part. Cela permit de ne plus faire assumer l'intégralité des frais d'organisation par le télédiffuseur hôte.
Le Liechtenstein souhaita faire ses débuts et sélectionna pour le représenter la chanson Little Cowboy, interprétée par Biggi Bachmann. Mais à l'époque, la principauté ne possédait pas encore de télédiffuseur public. Sa candidature fut donc refusée par l'UER.

## Format

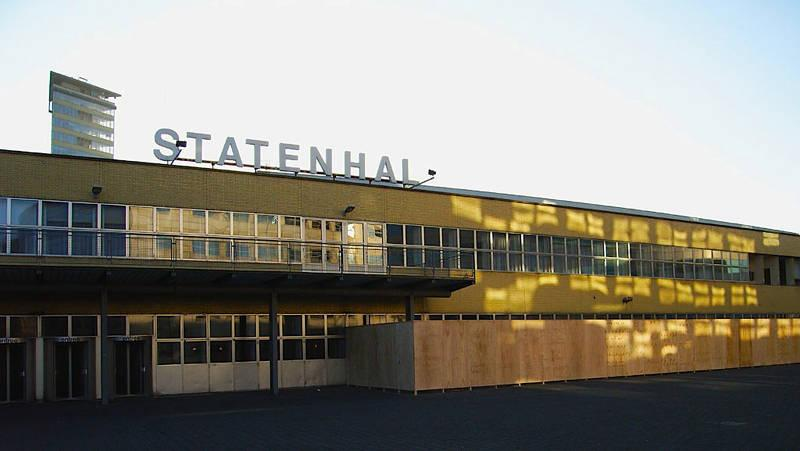
Le Nederlands Congresgebouw, à La Haye.

Le concours eut lieu au Nederlands Congresgebouw, à La Haye. Rebaptisé entre-temps World Forum Convention Center, il s'agit d'un centre de conférence, inauguré en 1969. 
Une règle importante du concours fut modifiée : pour la toute première fois, le playback instrumental fut autorisé. Mais à condition que certains passages de la composition ne puissent être reproduits par l'orchestre.

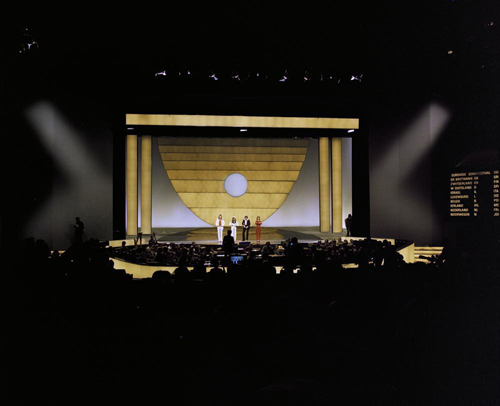
La scène et le décor conçu par Roland de Groot.

Comme en 1970, le décor fut conçu par Roland de Groot. L’orchestre était installé au pied de la scène et entouré d'une enceinte lumineuse. Le tableau de vote et le pupitre du superviseur étaient installés à droite de la scène. Celle-ci combinait trois éléments distincts. 
 Premièrement, au sol : un gigantesque cercle, de couleur noire et d'aspect mat. La moitié avant du cercle était fixe et décorée d'un cercle rouge plus petit. La moitié arrière comportait trois parties mobiles, rétractables dans le plancher et bordées chacune d'un bandeau lumineux. Ces trois parties pouvaient s'élever indépendamment, afin de créer un podium d'une, deux ou trois marches. 
 Deuxièmement, suspendus : quatre barres verticales de forme rectangulaire, sept barres horizontales de forme trapézoïdale, un demi-cercle et un disque. Les quatre barres verticales formaient l'encadrement de la scène. Les sept barres horizontales et le demi-cercle s'assemblaient pour créer une forme ovoïdale. Tous ces éléments étaient articulés, mobiles et éclairés de l'intérieur. Pour chaque prestation, ils formèrent des figures différentes et prirent des couleurs nouvelles. 
 Troisièmement, un arrière-fond neutre qui prit lui aussi des couleurs différentes à chaque prestation.
Le programme dura près de deux heures et onze minutes.

## Vidéo introductive et cartes postales
La vidéo introductive montra des vues touristiques de La Haye, entrecoupées de panneaux de signalisation indiquant la direction de la ville, d'avions, de trains et de bus s'y dirigeant et finalement, d'épisodes de la vie sociale et culturelle. Fut également montrée l'arrivée en carrosse de la reine Juliana à l'ouverture annuelle du Parlement. La vidéo se conclut sur plusieurs vues extérieures et intérieures du Congresgebouw.
Les cartes postales montrèrent les artistes déambulant dans des endroits touristiques de leur pays, généralement la capitale. Toutes les vidéos comportaient en outre un plan de profil des participants.

## Déroulement

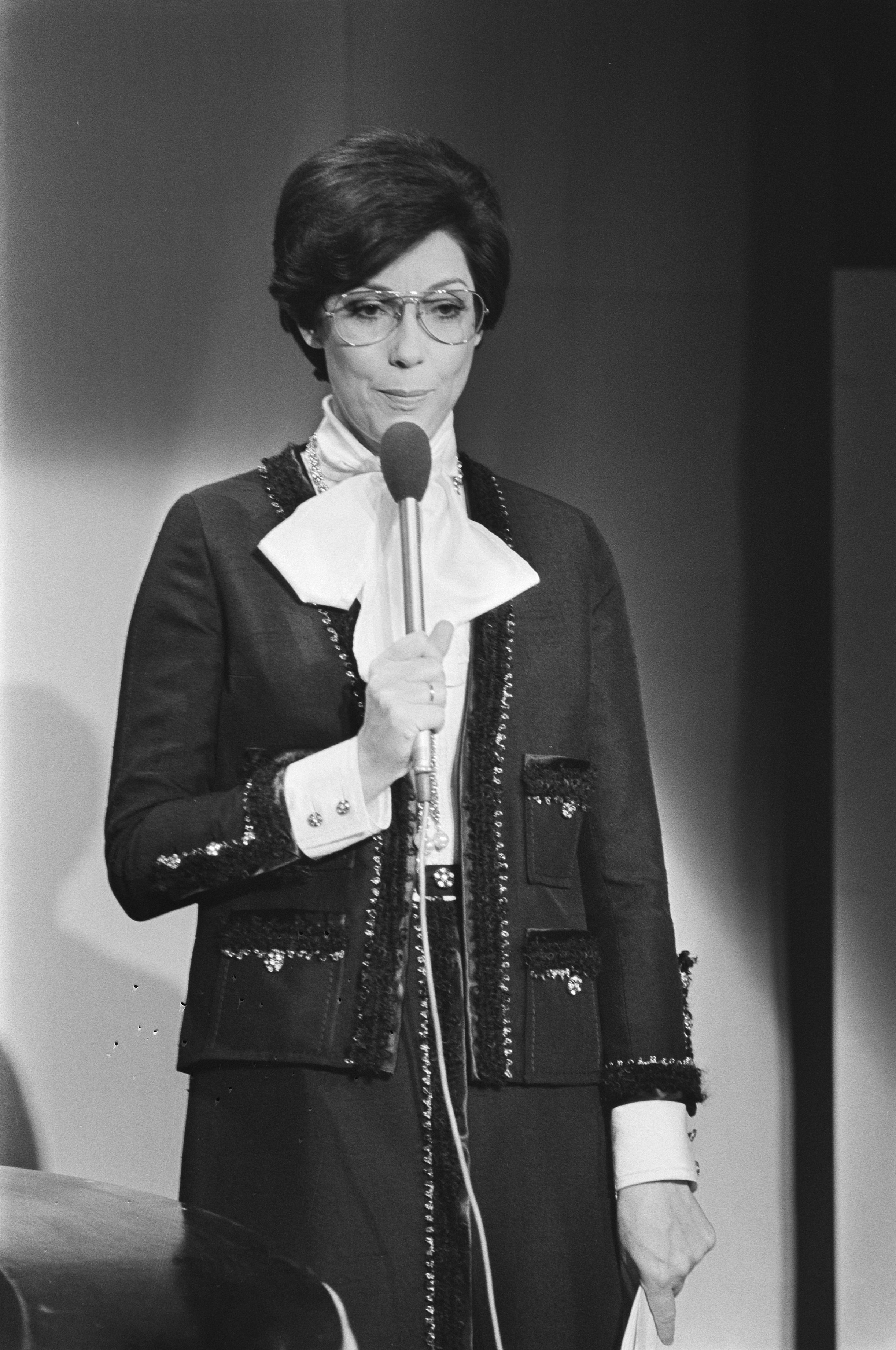
Corry Brokken.

La présentatrice de la soirée fut Corry Brokken, la gagnante de l'édition 1957. Elle s'adressa aux téléspectateurs en néerlandais, en anglais et en français. Ce fut la toute première fois qu'une ancienne participante et une ancienne gagnante présenta le concours.
L'orchestre était dirigé par Jan Steulen.
Tous les participants reçurent des fleurs à la fin de leur prestation.

## Chansons
Dix-huit chansons concoururent pour la victoire. Un tiers des participants décidèrent de chanter en anglais, pour accroître leur chance de remporter le concours.
Les représentants allemands, « Les Humphries Singers », étaient un groupe de seize chanteurs, originaires de différents pays. Les règles du concours n'autorisant qu'un nombre limité de personnes sur scène, seuls six d'entre eux purent concourir.
Les participantes israéliennes, Yardena Arazi, Ruthie Holzman et Leah Lupatin, s'étaient rencontrées lors de leur service militaire, obligatoire en Israël. Après leur démobilisation, elles décidèrent de se lancer dans la chanson et formèrent le groupe Chocolat Menta Mastik (Chocolat, Menthe, Gomme).
La chanson grecque, interprétée par Maríza Koch, parlait d'une terre brûlée par le napalm, plantée de tentes et de croix. Il s'agissait d'une allusion et d'une protestation à l'invasion de l'île de Chypre par la Turquie, en 1974.
La représentante italienne Romina Power n'était autre que la fille de l'acteur américain Tyrone Power. Elle chantait en duo avec son mari Al Bano.
L'un des quatre choristes qui accompagnaient la représentante française Catherine Ferry, était le chanteur Daniel Balavoine, alors au tout début de sa carrière.

## Chefs d'orchestre
| Alyn Ainsworth    | Mario Robbiani      | Les Humphries  | Matti Caspi     | Jo Plée      | Michel Bernholc |
| ----------------- | ------------------- | -------------- | --------------- | ------------ | --------------- |
| - Royaume-Uni     | - Suisse            | - Allemagne    | - Israël        | - Luxembourg | - Belgique      |
| Noel Kelehan      | Harry van Hoof      | Frode Thingnæs | Michael Rozakis | Ossi Runne   | Juan Barcons    |
| - Irlande         | - Pays-Bas          | - Norvège      | - Grèce         | - Finlande   | - Espagne       |
| Maurizio Fabrizio | Erich Kleinschuster | Thilo Krassman | Raymond Donnez  | Tony Rallo   | Eras Arnautalić |
| - Italie          | - Autriche          | - Portugal     | - Monaco        | - France     | - Yougoslavie   |

## Entracte
Le spectacle d'entracte fut fourni par le Dutch Swing College Band, un groupe de jazz néerlandais. Ils interprétèrent plusieurs morceaux instrumentaux, tandis que derrière eux, les mobiles s'animaient.

## Coulisses
Pour la première fois dans l'histoire du concours, les artistes furent interviewés dans les coulisses. Durant l'entracte, le présentateur Hans von Willigenburg leur posa deux questions, souhaitant savoir s'ils étaient satisfaits de leur prestation et quelle chanson ils préféraient. Tous les artistes se déclarèrent heureux de leur prestation. Catherine Ferry accorda sa faveur au Royaume-Uni. Ruthie Holzman et Braulio avaient trouvé toutes les chansons très belles et ne purent se décider. Waterloo & Robinson penchaient en faveur de la Yougoslavie. Enfin, Pierre Rapsat hésitait entre Monaco, la France, le Portugal et la Grèce.
Durant le vote, la caméra fit plusieurs gros plans sur les artistes. Apparurent notamment Catherine Ferry, Brotherhood of Man, Maríza Koch, Mary Christy, Al Bano et Romina Power. 

## Vote
Le vote fut décidé entièrement par un panel de jurys nationaux.  Les différents jurys furent contactés par téléphone, selon l'ordre de passage des pays participants. Chaque jury devait attribuer dans l'ordre 1, 2, 3, 4, 5, 6, 7, 8, 10 et 12 points à ses dix chansons préférées. Les résultats furent énoncés oralement, selon l'ordre de passage des pays participants. 
Le superviseur délégué sur place par l'UER fut Clifford Brown.
Durant la première moitié du vote, la France mena en tête, avant d'être dépassée par le Royaume-Uni.

## Résultats

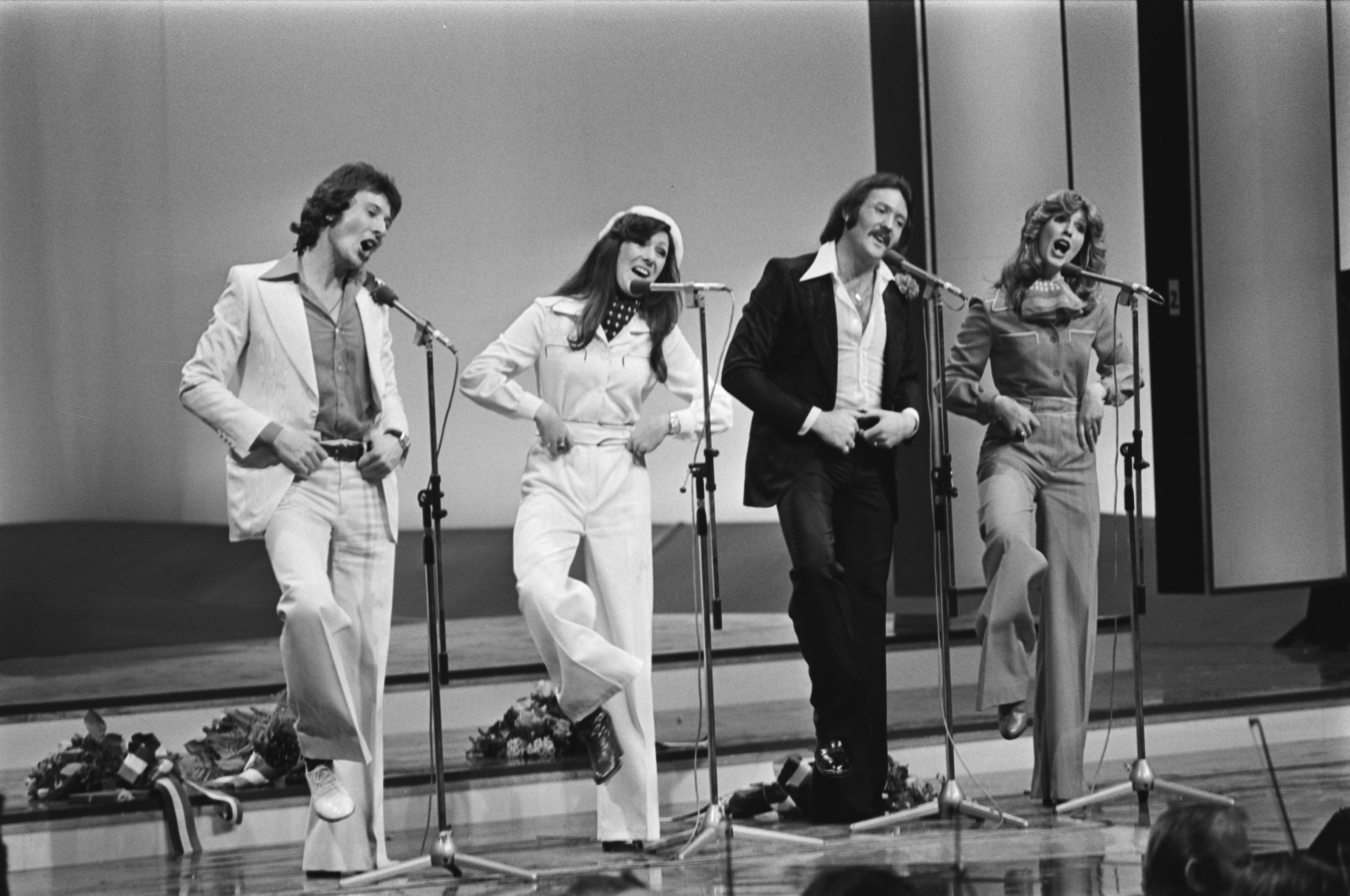
Les vainqueurs, le groupe Brotherhood of Man.

Ce fut la troisième victoire du Royaume-Uni au concours. Ce fut la deuxième année consécutive que la chanson interprétée en premier lieu remporta la victoire et la troisième année consécutive qu'un groupe gagna le concours.
Brotherhood of Man reçut la médaille du grand prix des mains de Getty Kaspers, chanteuse du groupe Teach-In, qui avait remporté le concours l'année précédente.
Save Your Kisses for Me se vendit à plus de six millions d'exemplaires, devenant la chanson gagnante la plus vendue de l'histoire du concours. Elle fut numéro un des ventes dans trente-quatre pays< et demeura six semaines en tête des classements anglais. En 2005, lors de l'émission spéciale Congratulations, elle fut élue cinquième meilleure chanson à jamais avoir été présentée au concours.
| Ordre | Pays         | Artiste(s)             | Chanson                                             | Langue            | Place | Points |
| ----- | ------------ | ---------------------- | --------------------------------------------------- | ----------------- | ----- | ------ |
| 01    | Royaume-Uni  | Brotherhood of Man     | Save Your Kisses for Me                             | Anglais           | 1     | 164    |
| 02    | Suisse       | Peter, Sue & Marc      | Djambo, Djambo                                      | Anglais           | 4     | 91     |
| 03    | Allemagne    | Les Humphries Singers  | Sing, Sang, Song                                    | Allemand, anglais | 15    | 12     |
| 04    | Israël       | Chocolate Menta Mastik | Emor Shalom (אמור שלום)                             | Hébreu            | 6     | 77     |
| 05    | Luxembourg   | Jürgen Marcus          | Chansons pour ceux qui s'aiment                     | Français          | 14    | 17     |
| 06    | Belgique     | Pierre Rapsat          | Judy et Cie                                         | Français          | 8     | 68     |
| 07    | Irlande      | Red Hurley             | When                                                | Anglais           | 10    | 54     |
| 08    | Pays-Bas H T | Sandra Reemer          | The Party's Over                                    | Anglais           | 9     | 56     |
| 09    | Norvège      | Anne-Karine Strøm      | Mata-Hari                                           | Anglais           | 18    | 7      |
| 10    | Grèce        | Maríza Koch            | Panagiá mou, panagiá mou (Παναγιά μου, Παναγιά μου) | Grec              | 13    | 20     |
| 11    | Finlande     | Fredi & Ystävät        | Pump-Pump                                           | Anglais           | 11    | 44     |
| 12    | Espagne      | Braulio                | Sobran las palabras                                 | Espagnol          | 16    | 11     |
| 13    | Italie       | Al Bano & Romina Power | Noi lo rivivremo di nuovo                           | Italien, anglais  | 7     | 69     |
| 14    | Autriche     | Waterloo & Robinson    | My Little World                                     | Anglais           | 5     | 80     |
| 15    | Portugal     | Carlos do Carmo        | Uma flor de verde pinho                             | Portugais         | 12    | 24     |
| 16    | Monaco       | Mary Christy           | Toi, la musique et moi                              | Français          | 3     | 93     |
| 17    | France       | Catherine Ferry        | Un, deux, trois                                     | Français          | 2     | 147    |
| 18    | Yougoslavie  | Ambasadori             | Ne mogu skriti svoju bol                            | Serbo-croate      | 17    | 10     |

## Anciens participants
| Artiste           | Pays     | Année(s) précédente(s)                       |
| ----------------- | -------- | -------------------------------------------- |
| Fredi             | Finlande | 1967                                         |
| Peter, Sue & Marc | Suisse   | 1971                                         |
| Sandra Reemer     | Pays-Bas | 1972                                         |
| Anne-Karine Strøm | Norvège  | 1973 (comme membre des Bendik Singers), 1974 |

Anne-Karine Strøm demeure la seule artiste de l'histoire du concours à avoir terminé deux fois à la dernière place. 

## Tableau des votes
| Drapeau du Royaume-Uni                            | Drapeau de la Suisse | Drapeau de l'Allemagne | Drapeau d’Israël | Drapeau du Luxembourg | Drapeau de la Belgique | Drapeau de l'Irlande | Drapeau des Pays-Bas | Drapeau de la Norvège | Drapeau de la Grèce | Drapeau de la Finlande | Drapeau de l'Espagne | Drapeau de l'Italie | Drapeau de l'Autriche | Drapeau du Portugal | Drapeau de Monaco | Drapeau de la France | Drapeau de la République fédérative socialiste de Yougoslavie | Total |     |
| Pays                                              |                      |                        |                  |                       |                        |                      |                      |                       |                     |                        |                      |                     |                       |                     |                   |                      |                                                               |       |     |
| Royaume-Uni                                       |                      | 12                     | 8                | 12                    | 8                      | 12                   | 3                    | 10                    | 12                  | 12                     | 10                   | 12                  | 4                     | 10                  | 12                | 10                   | 7                                                             | 10    | 164 |
| Suisse                                            | 12                   |                        | 5                | 4                     | 1                      | 7                    | 1                    | 6                     | 10                  | 2                      | 7                    | 4                   | –                     | 8                   | 7                 | 4                    | 6                                                             | 7     | 91  |
| Allemagne                                         | –                    | 2                      |                  | –                     | 2                      | 1                    | –                    | –                     | –                   | –                      | –                    | 2                   | –                     | –                   | –                 | –                    | 2                                                             | 3     | 12  |
| Israël                                            | 6                    | 7                      | 3                |                       | 7                      | 5                    | 4                    | 2                     | 7                   | –                      | 8                    | 1                   | 10                    | 6                   | 2                 | 1                    | –                                                             | 8     | 77  |
| Luxembourg                                        | –                    | –                      | –                | –                     |                        | 6                    | 6                    | 5                     | –                   | –                      | –                    | –                   | –                     | –                   | –                 | –                    | –                                                             | –     | 17  |
| Belgique                                          | 7                    | 6                      | –                | 1                     | –                      |                      | –                    | 4                     | 6                   | –                      | 12                   | –                   | 8                     | 3                   | 8                 | 8                    | 5                                                             | –     | 68  |
| Irlande                                           | 10                   | –                      | 1                | 3                     | 3                      | –                    |                      | –                     | –                   | 8                      | –                    | 5                   | 12                    | 2                   | –                 | 6                    | 3                                                             | 1     | 54  |
| Pays-Bas                                          | –                    | 4                      | 4                | 8                     | 4                      | 4                    | 2                    |                       | 1                   | 7                      | –                    | 3                   | 2                     | 4                   | 6                 | 2                    | –                                                             | 5     | 56  |
| Norvège                                           | –                    | –                      | –                | –                     | –                      | –                    | –                    | 3                     |                     | –                      | –                    | –                   | –                     | –                   | 4                 | –                    | –                                                             | –     | 7   |
| Grèce                                             | –                    | –                      | –                | –                     | –                      | 2                    | –                    | –                     | –                   |                        | 4                    | –                   | 5                     | –                   | 1                 | –                    | 8                                                             | –     | 20  |
| Finlande                                          | 2                    | –                      | 6                | 6                     | –                      | –                    | 5                    | 1                     | 4                   | –                      |                      | 6                   | –                     | 7                   | –                 | 7                    | –                                                             | –     | 44  |
| Espagne                                           | 3                    | –                      | –                | –                     | –                      | –                    | –                    | –                     | –                   | 1                      | –                    |                     | 3                     | –                   | –                 | 3                    | 1                                                             | –     | 11  |
| Italie                                            | 1                    | 8                      | –                | 2                     | –                      | –                    | 12                   | –                     | 3                   | 10                     | 6                    | –                   |                       | 1                   | 10                | –                    | 10                                                            | 6     | 69  |
| Autriche                                          | 4                    | 3                      | 10               | 10                    | 5                      | 3                    | 10                   | 7                     | 2                   | 6                      | 5                    | 8                   | –                     |                     | –                 | 5                    | –                                                             | 2     | 80  |
| Portugal                                          | –                    | –                      | –                | –                     | 6                      | –                    | –                    | –                     | –                   | 4                      | 1                    | –                   | 1                     | –                   |                   | –                    | 12                                                            | –     | 24  |
| Monaco                                            | 5                    | 5                      | 7                | 7                     | 12                     | 8                    | 8                    | 8                     | 5                   | –                      | 2                    | 7                   | 7                     | 5                   | 3                 |                      | –                                                             | 4     | 93  |
| France                                            | 8                    | 10                     | 12               | 5                     | 10                     | 10                   | 7                    | 12                    | 8                   | 5                      | 3                    | 10                  | 6                     | 12                  | 5                 | 12                   |                                                               | 12    | 147 |
| Yougoslavie                                       | –                    | 1                      | 2                | –                     | –                      | –                    | –                    | –                     | –                   | 3                      | –                    | –                   | –                     | –                   | –                 | –                    | 4                                                             |       | 10  |
| Le tableau suit l'ordre de passage des candidats. |                      |                        |                  |                       |                        |                      |                      |                       |                     |                        |                      |                     |                       |                     |                   |                      |                                                               |       |     |

Le marquage des points sur le tableau demeura incomplet. Le porte-parole français oublia en effet de citer les quatre points attribués par la France à la Yougoslavie. Cet oubli ne fut pas relevé par le scrutateur. À la fin du vote, la Yougoslavie parut donc terminer dernière avec six points, derrière la Norvège. L'erreur ne fut corrigée qu'ultérieurement, lors de la publication des résultats.

## Télédiffuseurs
| Pays        | Télédiffuseur(s)        | Commentateur(s)        | Porte-parole          |
| ----------- | ----------------------- | ---------------------- | --------------------- |
| Allemagne   | ARD Deutsches Fernsehen | Werner Veigel          | ?                     |
| Allemagne   | Deutschlandfunk         | Wolf Mittler           | ?                     |
| Autriche    | FS2                     | Ernst Grissemann       | Jenny Pippal          |
| Autriche    | Hitradio Ö3             | ?                      | Jenny Pippal          |
| Belgique    | RTB                     | Georges Désir          | André Hagon           |
| Belgique    | RTB La Première         | ?                      | André Hagon           |
| Belgique    | BRT                     | Luc Appermont          | André Hagon           |
| Belgique    | BRT Radio 1             | Nand Baert & Jan Theys | André Hagon           |
| Espagne     | TVE1                    | José Luis Uribarri     | José María Íñigo      |
| Finlande    | YLE TV1                 | Vesa Nuotio            | Erkki Vihtonen        |
| France      | TF1                     | Jean-Claude Massoulier | ?                     |
| France      | France Inter            | Patrice Laffont        | ?                     |
| Grèce       | ERT                     | Mako Georgiadou        | ?                     |
| Irlande     | RTÉ Television          | Mike Murphy            | Brendan Balfe         |
| Irlande     | RTÉ Radio 1             | John Skehan            | Brendan Balfe         |
| Israël      | Télévision Israélienne  | pas de commentateur    | Yitzhak Shim'oni      |
| Italie      | Rete 1                  | Silvio Noto            | Rosanna Vaudetti      |
| Italie      | Rai Radio 2             | Silvio Noto            | Rosanna Vaudetti      |
| Luxembourg  | RTL Télé-Luxembourg     | Jacques Navadic        | Jacques Harvey        |
| Luxembourg  | RTL Radio               | André Torrent          | Jacques Harvey        |
| Monaco      | Télé Monte Carlo        | Jean-Claude Massoulier | Carole Chabrier       |
| Norvège     | NRK                     | Jo Vestly              | Sverre Christophersen |
| Norvège     | NRK P1                  | Erik Heyerdahl         | Sverre Christophersen |
| Pays-Bas    | Nederland 2             | Willem Duys            | Dick van Bommel       |
| Pays-Bas    | Hilversum 3             | Willem van Beusekom    | Dick van Bommel       |
| Portugal    | RTP1                    | ?                      | Ana Zanatti           |
| Portugal    | RDP Antena 1            | Amadeu Meireles        | Ana Zanatti           |
| Royaume-Uni | BBC1                    | Michael Aspel          | Ray Moore             |
| Royaume-Uni | BBC Radio 2             | Terry Wogan            | Ray Moore             |
| Suisse      | TSR                     | Georges Hardy          | Michel Stocker        |
| Suisse      | TV DSR                  | Theodor Haller         | Michel Stocker        |
| Suisse      | TSI                     | Giovanni Bertini       | Michel Stocker        |
| Yougoslavie | TVB 1                   | Milovan Ilić           | Victor Blažič         |
| Yougoslavie | TVZ 2                   | Oliver Mlakar          | Victor Blažič         |
| Yougoslavie | TVL 2                   | Tomaž Terček           | Victor Blažič         |

Le concours fut retransmis en direct, par câble et par satellite dans 33 pays.